# Tyler Johnson (basquetebolista)
Tyler Johnson (Grand Forks, 7 de maio de 1992) é um norte-americano jogador de basquete profissional que joga no Brooklyn Nets da National Basketball Association (NBA).
Ele jogou basquete universitário na Universidade Estadual de Fresno e não foi selecionado no Draft da NBA de 2014.

## Carreira universitária
Em sua carreira de quatro anos na Universidade Estadual de Fresno, Johnson jogou em 127 jogos (87 como titular) e teve médias de 10,6 pontos, 4,8 rebotes, 2,4 assistências e 1,1 roubos de bola em 27,9 minutos. Ele terminou sua carreira em 16º lugar na lista de mais pontos na história da universidade com 1.346 pontos. 
Em seu último ano, ele foi nomeado para a Segunda-Equipe da Mountain West Conference e acertou 43,2% na faixa de três pontos, a sexta maior porcentagem de arremessos de três pontos em uma única temporada na história da universidade.

## Carreira profissional

### Miami Heat (2014–2019)
Depois de não ter sido selecionado no Draft da NBA de 2014, Johnson se juntou ao Miami Heat para a Summer League de 2014. Em 7 de agosto de 2014, ele assinou com o Heat, mas foi posteriormente dispensado pela equipe em 25 de outubro. Em 3 de novembro, ele foi adquirido pelo Sioux Falls Skyforce da G-League como um jogador afiliado do Heat.
Em 12 de janeiro de 2015, Johnson assinou um contrato de 10 dias com o Heat. Três dias depois, ele fez sua estreia na NBA contra o Golden State Warriors, jogando por 1:44 minutos e marcando dois pontos. Em 22 de janeiro, o Heat decidiu não ficar com Johnson após o término de seu contrato e dois dias depois ele voltou ao Skyforce. Mais tarde, ele voltou a se juntar ao Heat em 29 de janeiro, assinando outro contrato de 10 dias com a equipe.
Em 8 de fevereiro, ele assinou um contrato de dois anos com o Heat. Em 2 de março, ele teve o melhor jogo da temporada com 26 pontos e 4 roubos de bola na vitória por 115-98 sobre o Phoenix Suns. Cinco dias depois, ele marcou 24 pontos em 44 minutos, ajudando o Heat a derrotar o Sacramento Kings por 114-109.
Em 9 de julho de 2015, Johnson ficou afastado dos gramados por seis semanas com uma mandíbula quebrada. Em 9 de dezembro de 2015, ele marcou 20 pontos, o melhor da temporada, na derrota para o Charlotte Hornets. Mais tarde, ele perdeu oito jogos em dezembro devido a uma lesão no ombro. Johnson lutou contra uma dor no ombro esquerdo em janeiro, antes de perder os últimos dois jogos do mês da equipe ao sucumbir à dor. Depois de inicialmente tentar evitar a cirurgia, Johnson acabou desistindo da ideia em 1º de fevereiro de 2016, procedimento que o descartou por três meses. Ele voltou à ação no dia 1º de maio, saindo do banco nos últimos seis minutos da vitória do Heat no Jogo 7 sobre o Charlotte Hornets na primeira rodada dos playoffs.
Após a temporada de 2015-16, Johnson se tornou um agente livre restrito. Em 6 de julho de 2016, ele recebeu uma oferta de quatro anos e $ 50 milhões do Brooklyn Nets. Quatro dias depois, o Heat igualou a oferta e assinou novamente com Johnson. Em 7 de dezembro de 2016, ele marcou 27 pontos, o recorde de sua carreira, na derrota por 103-95 para o Atlanta Hawks. Ele superou essa marca em 20 de dezembro, marcando 32 pontos - o máximo que qualquer reserva do Heat já marcou em um jogo - em uma derrota de 136-130 para o Orlando Magic. O recorde anterior era de Voshon Lenard com 29 pontos em 1999.
Em 30 de dezembro de 2017, Johnson marcou 22 de seus 31 pontos, o melhor da temporada, no terceiro quarto da vitória do Heat por 117-111 sobre o Magic.
Em 23 de dezembro de 2018, Johnson marcou 20 de seus 25 pontos no terceiro quarto da vitória do Heat por 115-91 sobre o Magic.

### Phoenix Suns (2019–2020)
Em 6 de fevereiro de 2019, Johnson foi negociado, junto com Wayne Ellington, para o Phoenix Suns em troca de Ryan Anderson.
Em 23 de fevereiro, ele marcou 29 pontos, o melhor da temporada, na derrota por 120-112 para o Atlanta Hawks. Dois dias depois, ele marcou 18 pontos contra seu ex-time, o Miami Heat, para ajudar os Suns a vencer por 124-121.
Em 4 de abril de 2019, Johnson foi descartado pelo resto da temporada após perder 10 jogos devido a dores no joelho direito e ser submetido a uma cirurgia artroscopica. Em 9 de fevereiro de 2020, Johnson foi dispensado pelo Phoenix Suns.

### Brooklyn Nets (2020–Presente)
Em 24 de junho de 2020, Johnson assinou com o Brooklyn Nets. Em 27 de novembro, ele assinou novamente com os Nets.

## Estatísticas

### NBA

#### Temporada regular
| Ano      | Equipe   | PJ  | PT | MPJ  | AP   | 3P   | LL    | RT  | AS  | BR  | TO | PPJ  |
| -------- | -------- | --- | -- | ---- | ---- | ---- | ----- | --- | --- | --- | -- | ---- |
| 2014–15  | Miami    | 32  | 2  | 18.8 | .419 | .375 | .681  | 2.5 | 1.3 | 1.0 | .3 | 5.9  |
| 2015–16  | Miami    | 36  | 5  | 24.0 | .488 | .380 | .797  | 3.0 | 2.2 | .7  | .4 | 8.7  |
| 2016–17  | Miami    | 73  | 0  | 29.8 | .433 | .372 | .768  | 4.0 | 3.2 | 1.2 | .6 | 13.7 |
| 2017–18  | Miami    | 72  | 39 | 28.5 | .435 | .367 | .822  | 3.4 | 2.3 | .8  | .5 | 11.7 |
| 2018–19  | Miami    | 44  | 10 | 25.5 | .426 | .353 | .693  | 2.8 | 2.5 | .9  | .5 | 10.8 |
| 2018–19  | Phoenix  | 13  | 12 | 31.2 | .368 | .321 | .872  | 4.0 | 4.2 | 1.1 | .5 | 11.1 |
| 2019–20  | Phoenix  | 31  | 3  | 16.6 | .380 | .289 | .750  | 1.7 | 1.6 | .4  | .3 | 5.7  |
| 2019–20  | Brooklyn | 8   | 4  | 24.3 | .405 | .389 | 1.000 | 3.0 | 3.0 | .5  | .1 | 12.0 |
| Carreira | Carreira | 309 | 75 | 24.8 | .419 | .355 | .797  | 3.0 | 2.5 | .8  | .3 | 9.9  |

#### Playoffs
| Ano      | Equipe   | PJ | PT | MPJ  | AP   | 3P   | LL    | RT  | AS  | BR | TO | PPJ  |
| -------- | -------- | -- | -- | ---- | ---- | ---- | ----- | --- | --- | -- | -- | ---- |
| 2016     | Miami    | 5  | 0  | 12.2 | .455 | .500 | .727  | 1.4 | 1.6 | .2 | .0 | 4.2  |
| 2018     | Miami    | 5  | 5  | 16.2 | .538 | .600 | .857  | 1.6 | .8  | .4 | .0 | 8.0  |
| 2020     | Brooklyn | 4  | 2  | 23.3 | .457 | .393 | 1.000 | 1.8 | 2.3 | .0 | .3 | 13.8 |
| Carreira | Carreira | 14 | 7  | 17.2 | .483 | .497 | .861  | 1.5 | 1.5 | .2 | .1 | 8.6  |

### Universitário
| Ano      | Equipe       | PJ  | PT | MPJ  | AP   | 3P   | LL   | RT  | AS  | BR  | TO | PPJ  |
| -------- | ------------ | --- | -- | ---- | ---- | ---- | ---- | --- | --- | --- | -- | ---- |
| 2010–11  | Fresno State | 31  | 1  | 16.9 | .441 | .143 | .540 | 2.9 | 2.0 | 1.1 | .3 | 4.4  |
| 2011–12  | Fresno State | 33  | 23 | 29.6 | .422 | .315 | .686 | 4.6 | 2.5 | 1.3 | .3 | 9.3  |
| 2012–13  | Fresno State | 29  | 28 | 29.6 | .461 | .402 | .709 | 4.1 | 2.0 | .9  | .2 | 12.1 |
| 2013–14  | Fresno State | 35  | 35 | 33.6 | .479 | .432 | .805 | 7.3 | 2.9 | 1.0 | .4 | 15.9 |
| Carreira | Carreira     | 128 | 87 | 27.4 | .450 | .323 | .685 | 4.7 | 2.3 | 1.0 | .3 | 10.4 |

Fonte:

## Vida pessoal
Johnson é filho de Jennifer e Milton Johnson e tem quatro irmãos: Brandon, Lauren, Logan e Gabe. Sua mãe está na Força Aérea dos Estados Unidos. O maior hobby de Johnson fora das quadras é cozinhar.